# Regmaglypten

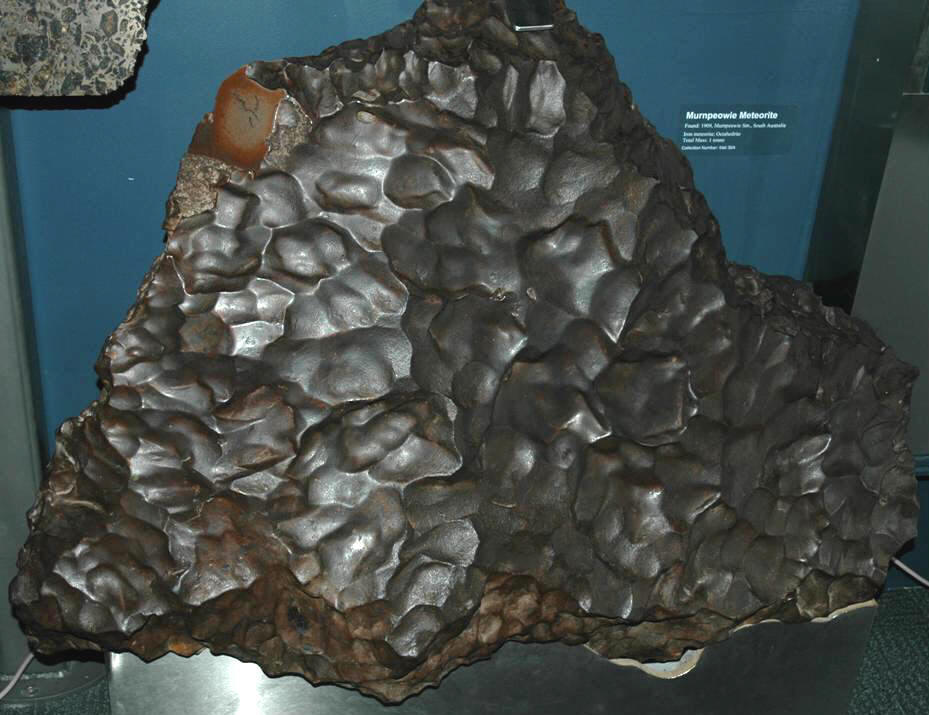
Regmaglypten auf dem Murnpeowie-Meteorit (Eisenmeteorit, hier Oktaedrit)

Als Regmaglypten (griechisch, regma ῥῆγμα = Riss, Spalte und glyptos γλυπτός = geschnitzt) bezeichnet man in der Meteorkunde die auffälligen Schmelzspuren in der während des Eindringens in die Atmosphäre der Erde entstandenen Schmelzkruste von Meteoriten (besonders bei Eisenmeteoriten), manchmal auch bei Impaktiten (z. B. Moldaviten).
Diese daumenabdruckartigen Schmelzgruben sind im Idealfall radial angeordnet und lassen so Rückschlüsse auf die Fallrichtung des Meteoriten ziehen. In diesem Fall sind sie die Folge eines orientierten Fluges, d. h., der in die Erdatmosphäre eindringende Körper (Impaktor) rotiert oder taumelt nicht, sondern stabilisiert irgendwann seine Flugbahn und bietet entsprechend eine gleichmäßige Angriffsfläche für die Reibung der atmosphärischen Luft.
Eine Sonderform der Regmaglypten im weiteren Sinne ist der Bereich der Schmelzlippe, einer runden, nach innen gewölbten Übergangskante zwischen Abrasionsbereich (in Flugrichtung) und Flugschatten des Meteoriten.

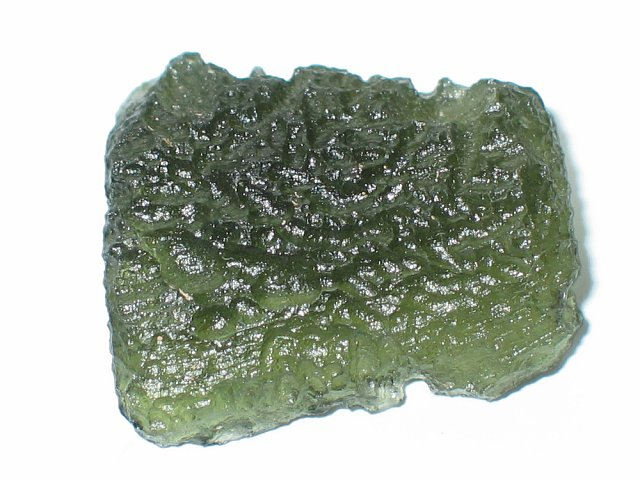
Typische Regmaglypten auf einem Moldavit (Impaktglas)
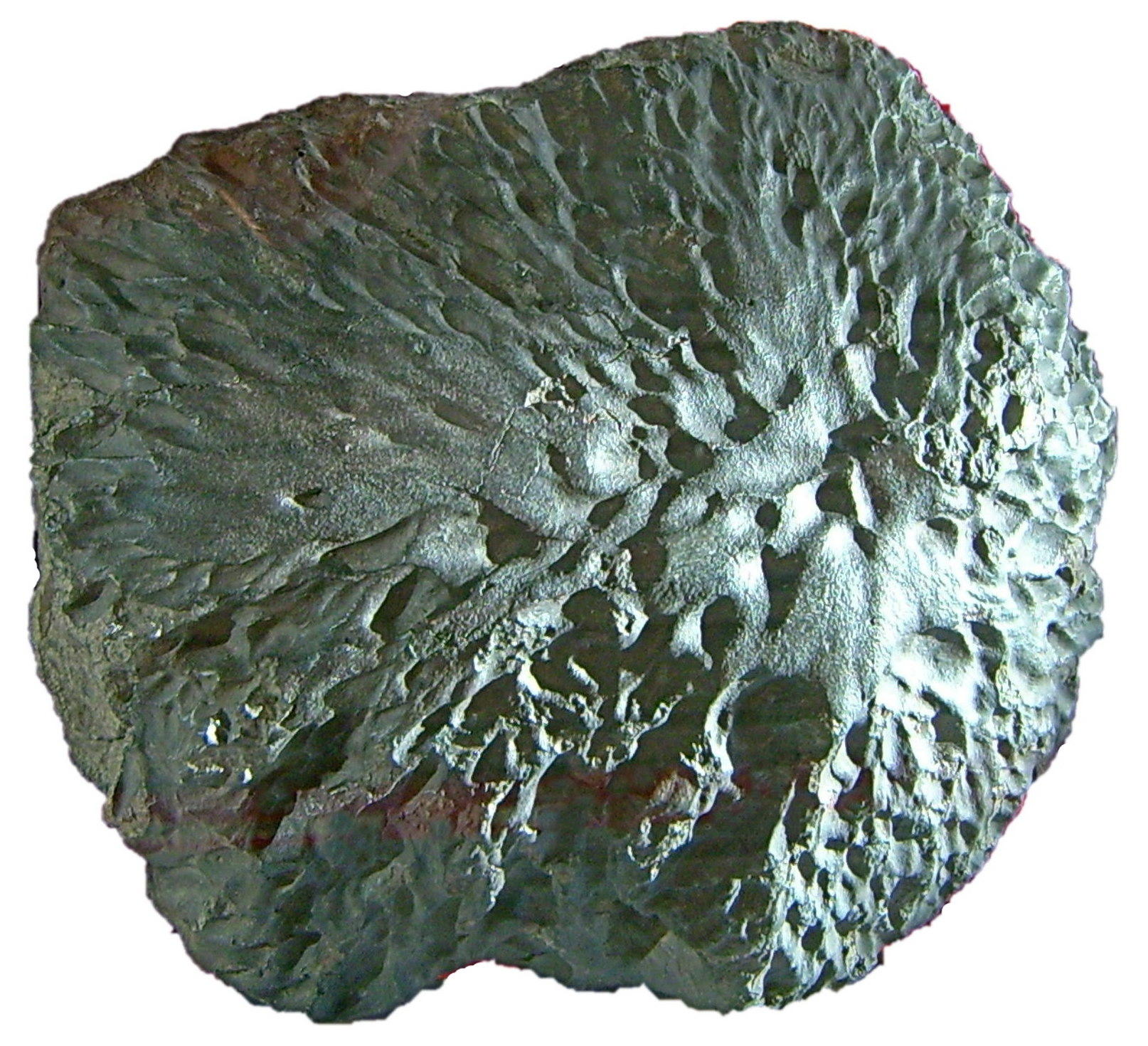
Ausgeprägte radial verlaufende Regmaglypten (Krähenberg-Meteorit)
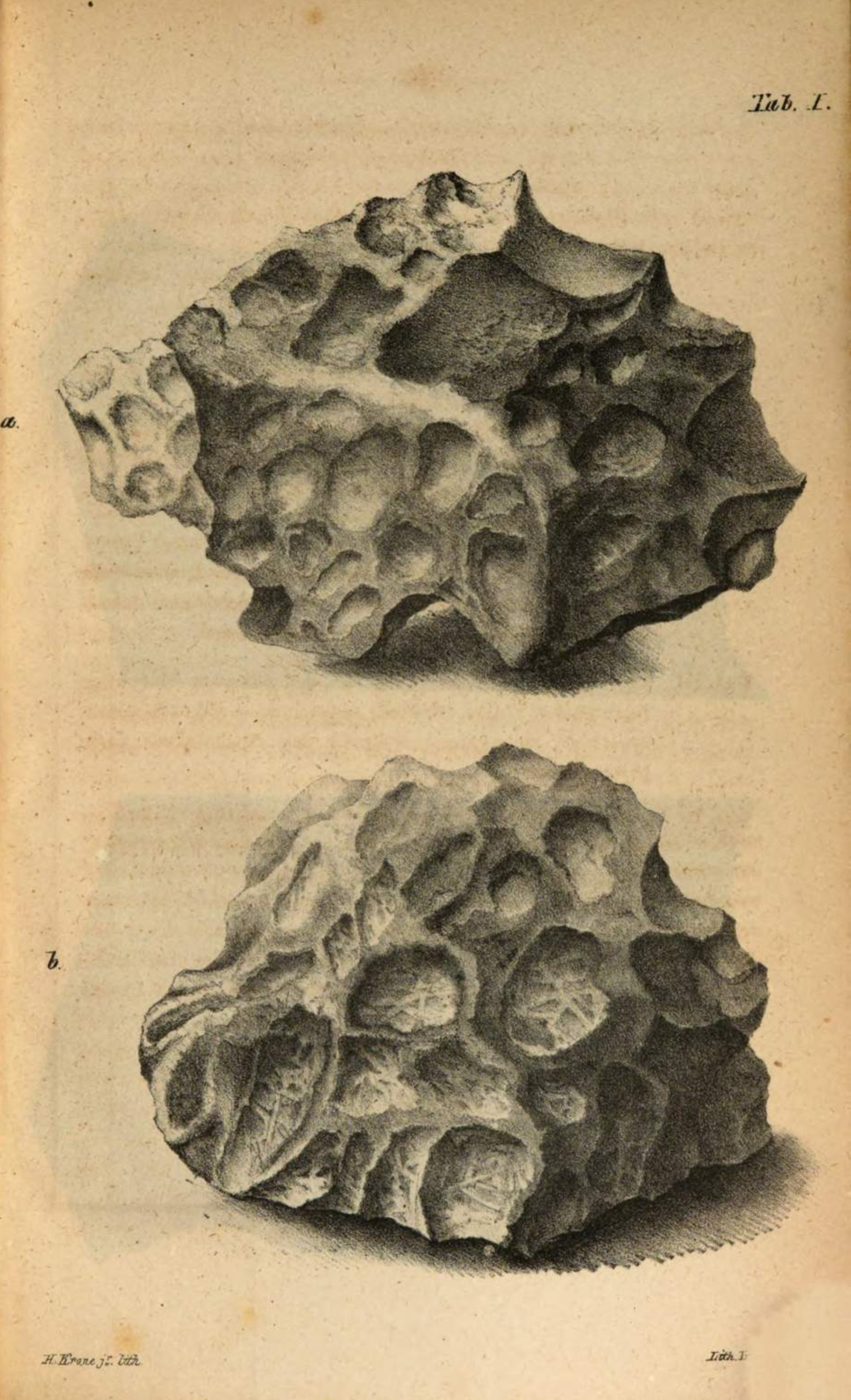
Zeichnerische Hervorhebung von Regmaglypten (Broumovský-Meteorit)
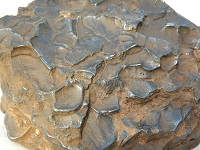
Ausgeprägte unregelmäßige Regmaglypten